# Harry Aarts
Pour les articles homonymes, voir Aarts.
Henricus Johannes Bernardus "Harry" Aarts (9 mars 1930 - 25 mars 2020) est un homme politique néerlandais. Il siège à la Chambre des représentants pour le Parti populaire catholique et plus tard pour l'Appel chrétien-démocrate du 23 janvier 1973 au 1er octobre 1993.

## Biographie
Harry Aarts est né à Bois-le-Duc le 9 mars 1930. Après avoir fréquenté l'école primaire et secondaire dans la même ville, il étudie les sciences politiques à l'Université Radboud de Nimègue entre 1949 et 1955. Harry Aarts est membre du conseil municipal de Bois-le-Duc du 1er septembre 1953 au 2 septembre 1958. Après avoir travaillé à la brasserie Heineken pendant deux ans, il est conseiller en organisation à l'Association des municipalités néerlandaises entre 1959 et 1965. Il est ensuite nommé maire de Berkel-Enschot et sert du 16 juillet 1965 au 16 mars 1974.
Harry Aarts devient membre de la Chambre des représentants du Parti populaire catholique le 23 janvier 1973. De 1975 à 1978, il est président de la commission des affaires intérieures. Lorsque le Parti populaire catholique fusionne avec l'Appel chrétien-démocrate en 1980, Harry Aarts en reste membre. Il est également président de la commission de l'aide au développement entre 1978 et 1989 et des affaires étrangères entre 1989 et 1993. Il quitte ses fonctions le 1er octobre 1993. Il exerce ensuite les fonctions de membre en service extraordinaire du Conseil d'État des Pays-Bas jusqu'au 1er octobre 1998.
Il est nommé chevalier de l'Ordre du Lion néerlandais le 29 avril 1985. Il est décédé le 25 mars 2020 à Tilbourg de la COVID-19.

## Distinctions
- Chevalier de l'ordre du Lion néerlandais